# Berghem
Berghem è una località e un'ex-municipalità dei Paesi Bassi situata nella provincia del Brabante Settentrionale. Soppressa il 1º gennaio 1994, il suo territorio è stato assorbito dalla municipalità di Oss.